# Khởi nghĩa Bảy Thưa

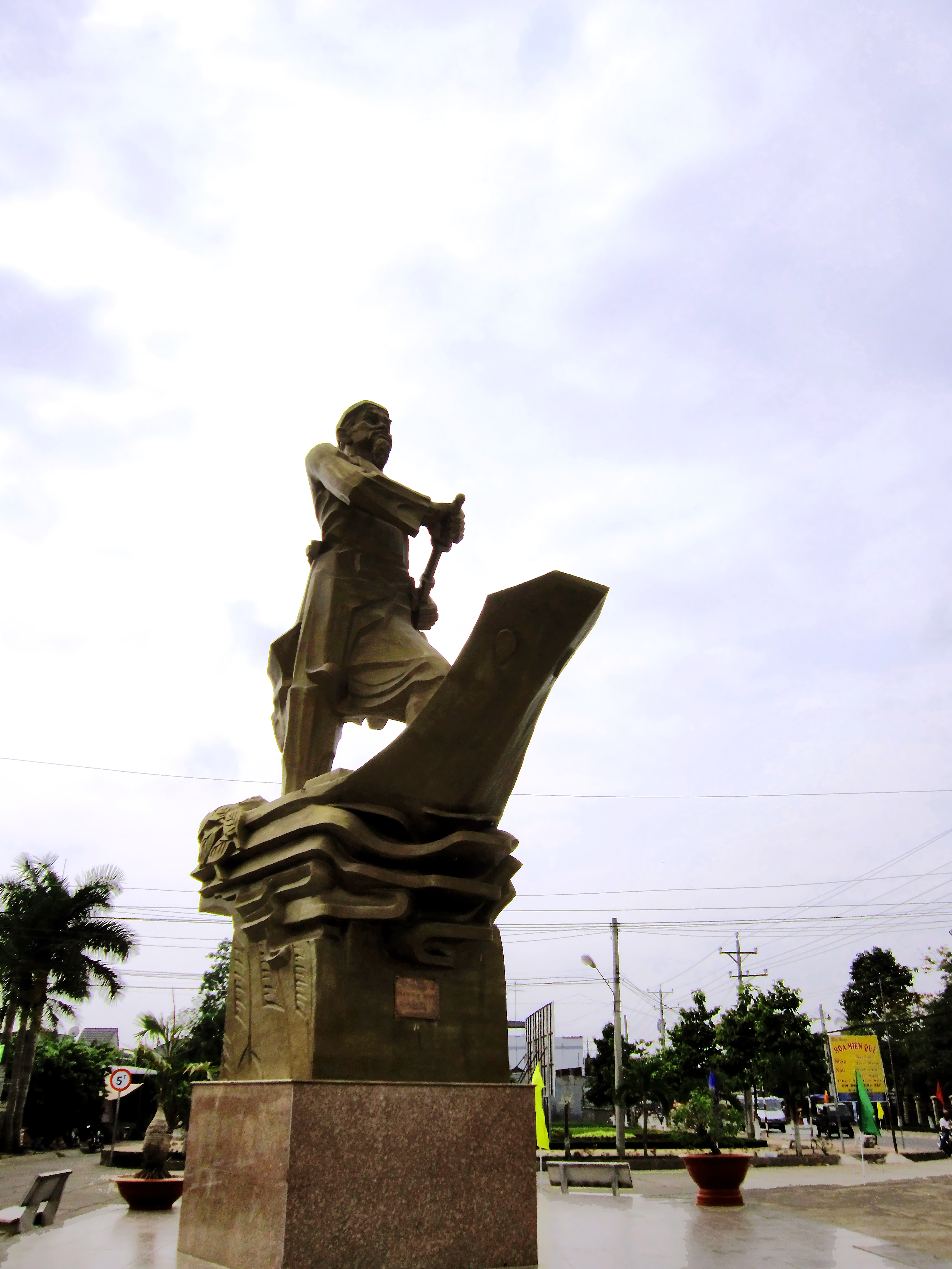
Tượng đài Trần Văn Thành ở thị trấn Cái Dầu

Khởi nghĩa Bảy Thưa (1867 - 1873) là một cuộc kháng Pháp do Quản cơ Trần Văn Thành làm thủ lĩnh, đã xảy ra trên địa bàn của tỉnh An Giang, Việt Nam.

## Hoàn cảnh lịch sử

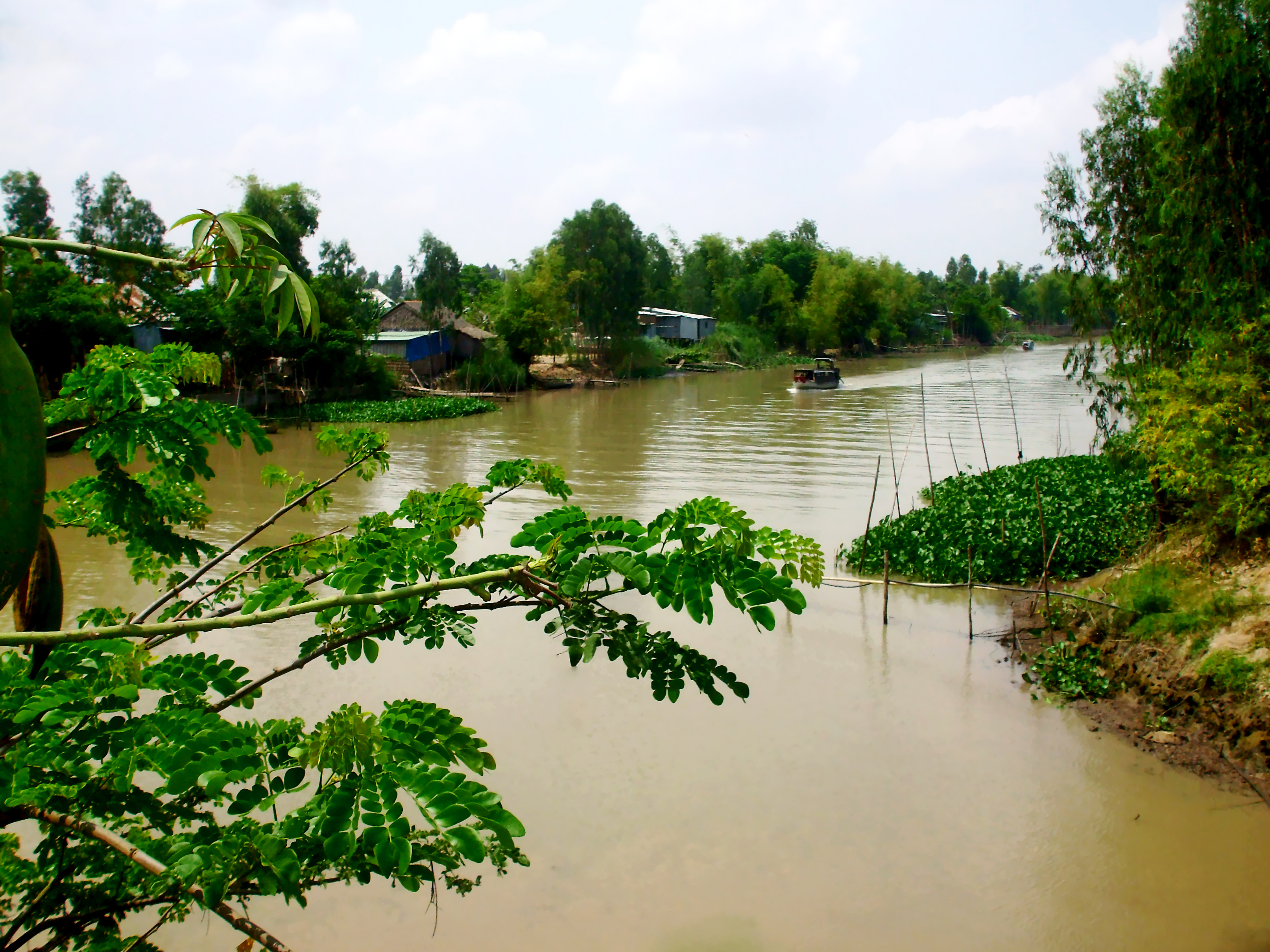
Một con rạch chảy qua Bảy Thưa ngày nay

Tháng 2 năm 1861, Đại đồn Chí Hòa thất thủ, sau đó quân Pháp lần lượt đánh chiếm ba tỉnh miền Đông Nam Kỳ. Vua Tự Đức liền ra lời kêu gọi các sĩ dân nơi đây cùng hợp tác chống ngăn quân xâm lược. Hưởng ứng lệnh vua, nguyên Chánh quản cơ Trần Văn Thành trở lại đội ngũ.
Ngày 20 tháng 6 năm 1867, quân Pháp chiếm thành Vĩnh Long. Sau đó, một đoàn tàu chiến do trung tá hải quân GaLey cầm đầu, tiến lên huy hiếp thành Châu Đốc, buộc Tổng đốc Phan Khắc Thận phải đầu hàng, tỉnh An Giang mất ngày 22 tháng 6 năm 1867.
Lập tức nhiều binh sĩ và người dân ở tỉnh này chống lại, hình thành nên hai cuộc khởi nghĩa đáng chú ý, đó là cuộc khởi nghĩa của Chánh vệ thủy Đỗ Đăng Tàu và Phó vệ thủy Lê Văn Sanh ở Châu Đốc, và cuộc khởi nghĩa của Quản cơ Trần Văn Thành ở cánh đồng Láng Linh (Châu Phú).

## Diễn biến

### Tham gia khởi nghĩaNguyễn Trung Trực
Để cứu nguy nước nhà, Trần Văn Thành tự tổ chức dân binh đắp cản ở quê nhà (Cồn Nhỏ) để ngăn quân Pháp , đồng thời mang quân qua phía Rạch Giá, hỗ trợ cuộc khởi nghĩa Nguyễn Trung Trực. Tháng 6 năm 1868, thủ lĩnh Trung Trực đánh chiếm được đồn Kiên Giang mấy ngày, thì bị quân Pháp tổ chức phản công. Lập tức, Trần Văn Thành cho quân (có đông đảo đồng bào Núi Sập giúp sức) đắp cản ở Ba Bần, Trà Kên (nay đều thuộc huyện Thoại Sơn) để ngăn cản tàu chiến Pháp đi tái chiếm tỉnh lỵ Rạch Giá .
Cuộc cản phá thất bại, Nguyễn Trung Trực bị đánh thua rút quân ra Hòn Chông (nay thuộc Kiên Lương), còn Trần Văn Thành thì dẫn lực lượng của mình vào Láng Linh dựng trại, khẩn hoang làm ruộng, luyện quân và rèn đúc vũ khí...để chuẩn bị làm cuộc đánh đuổi ngoại xâm .

### Tổ chức kháng Pháp ở Láng Linh

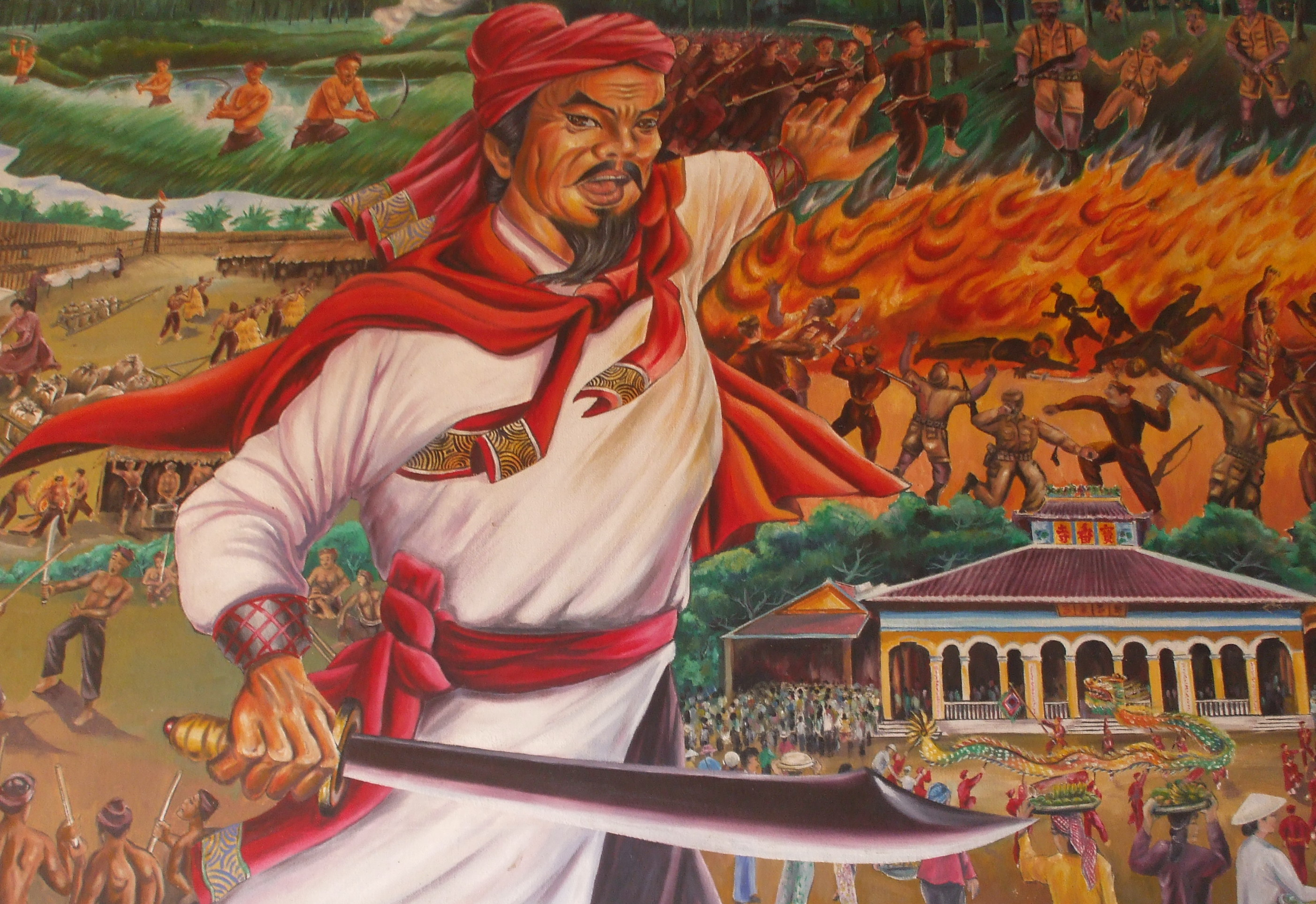
Tranh vẻ Trần Văn Thành

Láng Linh một cánh đồng rộng trũng phèn rộng bao la, thời nhà Nguyễn, đất này thuộc huyện Tây Xuyên, phủ Tuy Biên, tỉnh An Giang (nay nằm trên địa bàn các xã Thạnh Mỹ Tây, Đào Hữu Cảnh, Bình Phú thuộc huyện Châu Phú tỉnh An Giang).. Xưa kia, nơi đây có nhiều đầm lầy, đế sậy và vô số cây thưa (vì thế mà thành tên cuộc khởi nghĩa) , lại ít có kênh rạch thông vào...
Theo lời kể của nhân dân và tư liệu cũ thì căn cứ chính của khởi nghĩa Bảy Thưa là Hưng Trung doanh (nay thuộc ấp Hưng Trung, xã Đào Hữu Cảnh, huyện Châu Phú). Xung quanh thiết lập các đồn làm tuyến ngăn cản đối phương, như: đồn Cái Môn, đồn Lương (đều thuộc Thạnh Mỹ Tây), đồn Giồng Nghệ (Vĩnh Hanh, (Châu Thành), trạm canh Ông Tà (Tà Đảnh, Tri Tôn), đồn Hờ ở vàm rạch Cái Dầu (Châu Phú), v.v... (xem thêm bản đồ chiến khu Bảy Thưa). Mỗi đồn đều được trang bị súng thần công, súng điểu thương, hỏa hổ,... với khoảng 150 nghĩa quân phòng thủ.
Trần Văn Thành phất cờ chống Pháp vào khoảng tháng 8 năm 1867, và lấy tên Binh Gia Nghị đặt cho đội quân của mình.
Theo tờ trình của Pháp năm 1870, thì lúc bấy giờ lực lượng của Trần Văn Thành có khoảng 1.200 nghĩa quân, bao gồm một số quân triều và nghĩa dân (trong đó phần đông là tín đồ Bửu Sơn Kỳ Hương). Để củng cố thêm thế lực, Trần Văn Thành cho người đến liên hệ với Pu Kom Pô, thủ lĩnh kháng Pháp ở Campuchia, nhưng vì ông này cũng đang gặp khó khăn nên việc liên kết không mấy hiệu quả. Ngoài ra, ông còn cho người sang Xiêm La và Cao Miên để mua súng đạn, nhưng không thành công, vì hai nước ấy không muốn nhúng tay vào việc Nam Kỳ e mất lòng Pháp .
Cuối năm 1868, các phong trào kháng Pháp tại Nam Kỳ đã bị tan rã gần hết, lực lượng Trần Văn Thành lâm vào thế cô lập, và ông trở thành nhân vật bị Pháp truy nã, treo giải thưởng cao .

### Trận chiến đấu sau cùng

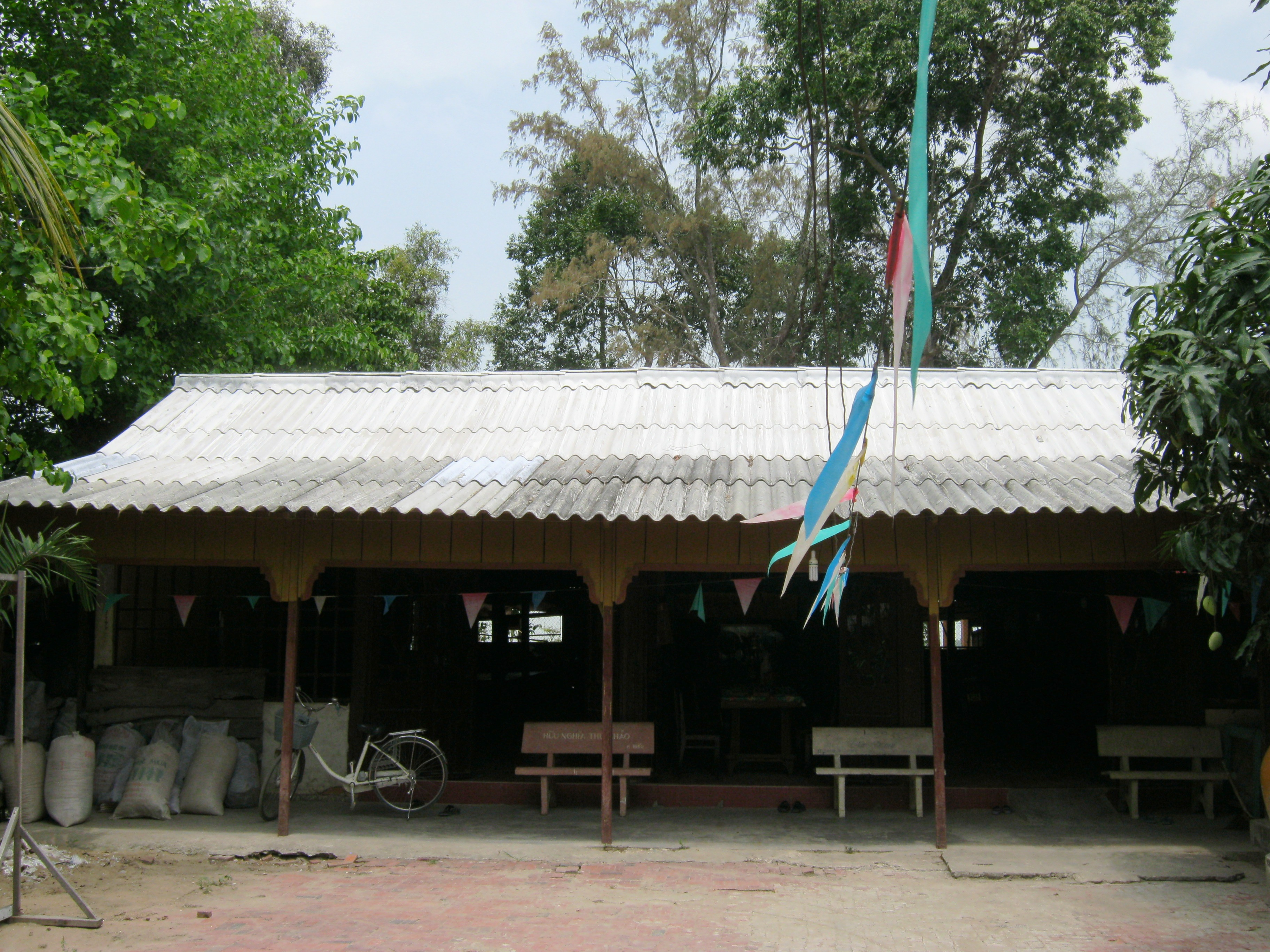
Cốc Ông Đạo Cậy ngày nay. Rất có thể ở vị trí này khi xưa là chỗ của Hưng Trung doanh, căn cứ chính của Khởi nghĩa Bảy Thưa.

Năm 1871, một cộng sự của Pháp là Trần Bá Lộc thử hành quân vào Bảy Thưa, nhưng chẳng thâu được kết quả do sình lầy, bốn phía lau sậy mù mịt, thỉnh thoảng bị phục kích.
Sang năm 1872, nhờ lời khai của nghĩa quân ra hàng và mật thám thăm dò được, thực dân Pháp quyết định mở cuộc càn quét lớn vào Bảy Thưa. Tuy nhiên mãi cho đến năm sau, họ mới phát lệnh hành quân.
Bắt đầu từ tháng 3 năm 1873, thực dân Pháp cho quân đánh phá đồn Hờ ở rạch Cái Dầu (thuộc Châu Phú), và uy hiếp đồn Nghệ (thuộc xã Vĩnh Hanh, huyện Châu Thành, An Giang) rồi kéo dần vào rừng. Họ nã đại bác vào phía trước và cho dân dọn đường phía sau. Qua 5 ngày chiến đấu, quân Bảy Thưa lui dần. Quân Pháp không tiến mau được vì ngột nắng và sợ đỉa. Ngày 19 tháng 3, hải quân Pháp từ Châu Đốc tiến vào đánh đồn Cái Môn (nay thuộc xã Thạnh Mỹ Tây, huyện Châu Phú). Tuy có hào sâu nhưng vì súng của nghĩa quân bắn không được xa, phát nổ phát không, nên chẳng bao lâu quân Pháp tràn vào được trong đồn.
Cùng ngày ấy, tàu chiến Pháp đậu tại vàm rạch Mặc Cần Dưng (nay thuộc Châu Thành, An Giang), ngoài sông Hậu, rồi cho quân  dùng xuồng nhỏ vào ngọn rạch Mặc Cần Dưng (nay thuộc Châu Thành, An Giang) để tiến tới ngọn Hang Tra là nơi Trần Văn Thành đang chỉ huy chiến cuộc .
Biết mình đang bị bao vây, và người Pháp có vũ khí hữu hiệu, nhưng Trần Văn Thành và nghĩa quân vẫn cương quyết đối phó.
Theo Sơn Nam, khoảng 9 giờ sáng ngày 19 tháng 3 năm 1873 (21 tháng 2 năm Quý Dậu), quân Pháp bắt đầu xung phong đánh chiếm Hưng Trung doanh. Báo Le Courrier de Saigon ra ngày 5 tháng 4 năm 1873 tường thuật:
Tại Hưng Trung, Trần Văn Thành vẫn bình tĩnh đứng sau chiến lũy làm bằng những tấm ván và những bao gạo chồng lên nhau, để đốc thúc nghĩa binh chiến đấu. Nghĩa quân trong các chiến lũy thổi tù và, đánh trống và reo hò để tăng uy thế. Bên cạnh ông còn có con trai ông hỗ trợ cho ông bắn"...
Nhà văn Sơn Nam kể:
Ông Trần Văn Thành vẫn bình tĩnh đối phó, tuy đang bị vây. Ông đứng sau phòng tuyến làm bằng ván với những bao gạo chồng chất. Ông thách thức bọn Pháp, dùng ống loa mà chửi rủa thậm tệ. Đồng thời ông day về phía quân sĩ của mình mà khích động tinh thần; quân sĩ hò reo vang rân, chửi rủa bọn Pháp, trống đánh liên hồi. Ông Trần Văn Thành cắt từng lọn tóc nhỏ của mình mà phân phát cho các tín đồ...Bọn Pháp được lịnh đánh tràn vào. Ông Thành mặc áo màu đo sậm, đốc thúc chiến sĩ, ra hiệu lịnh, bên cạnh ông là đứa con ruột đang tiếp tay và đích thân ông bắn súng...
Trước hỏa lực mạnh mẽ của đối phương, dù cố gắng chống trả nhưng chỉ vài giờ sau thì quân Bảy Thưa cũng bị đánh tan. Cũng theo Sơn Nam thì sau trận này, bên nghĩa quân có 10 người chết, 5 người bị thương, 15 người bị bắt sống. Ngoài ra, họ còn bị đối phương chiếm đoạt 16 súng điểu thương, 70 cây đao, nhiều gạo cùng ghe xuồng, một số giấy tờ cho thấy ông Thành từng ở Rạch Giá với Nguyễn Trung Trực và can dự vào vụ đánh giết Salicetti (chủ tỉnh Vĩnh Long) ở Vũng Liêm.
Xong trận, quân Pháp nổi lửa đốt tất cả dinh trại, phá hủy hết các lò đúc vũ khí, rồi mang xác ông Thành và Đội Văn (Pháp ghi là Vang, giữ hậu tập, tử trận trong trận Hưng Trung) về chưng bày tại chợ Cái Dầu (Châu Phú) để thị uy, để ngăn chận những tin đồn cho rằng ông còn sống, chỉ tạm thời đi lánh mặt và sẽ tiếp tục kháng chiến . Theo Từ điển nhân vật lịch sử Việt Nam thì ông không tử trận. Sách viết: "sau khi bản doanh Hưng Trung bị tàn phá, thất bại nặng, ông rút lui vào chiến khu và mất ngày 21 tháng 2 âm lịch năm 1873". Về cái chết của ông, đến nay vẫn chưa được làm rõ.
Sau trận đồn Hưng Trung, cuộc khởi nghĩa mà Quản Cơ Thành và các đồng đội của ông đã dày công gầy dựng kết thúc (tháng 3 năm 1873).

## Nhận xét
Cuộc khởi nghĩa Bảy Thưa diễn ra trong bối cảnh triều đình nhà Nguyễn đã ký hòa ước (Hòa ước Nhâm Tuất 1862) với thực dân Pháp, và các cuộc khởi nghĩa tại Nam Kỳ lúc bấy giờ bị dập tắt hay bị suy yếu. Mặc dù vậy, khởi nghĩa Bảy Thưa vẫn hình thành và kéo dài khá lâu (6 năm) ở đồng Láng Linh (Châu Phú), và đã gây tiếng vang trong và ngoài tỉnh.
Đây là cuộc khởi nghĩa mang đậm màu sắc tôn giáo vì thủ lĩnh Thành (là một trong số đại đệ tử của Phật Thầy Tây An) và đông đảo nghĩa quân đều là người theo đạo Lành (còn có tên là đạo Bửu Sơn Kỳ Hương).

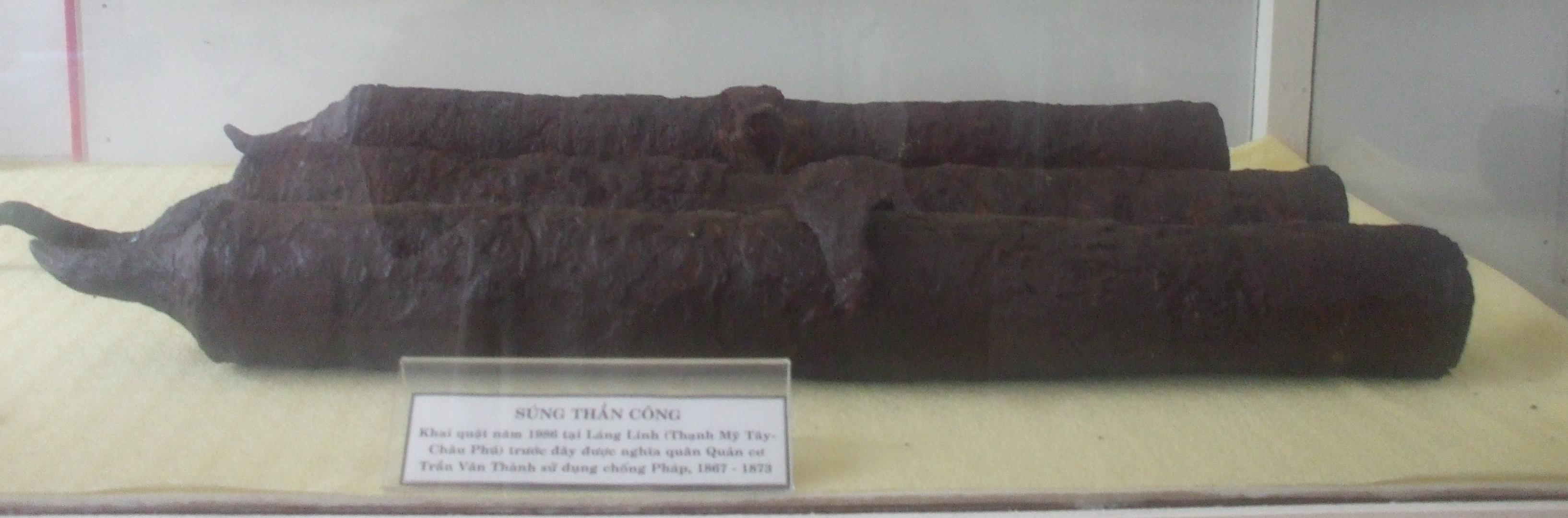
Súng của nghĩa quân Bảy Thưa, hiện trưng bày tại Bảo tàng An Giang

Nhà văn Sơn Nam đã viết về thủ lĩnh Thành và cuộc khởi nghĩa của ông như sau:
Trần Văn Thành từng tham gia những trận chống quân xâm lược Xiêm La, đời Thiệu Trị. Qua đời Tự Đức, thấy sự áp bức của vua quan, ông trở thành tín đồ của Đoàn Minh Huyên, bấy lâu nổi danh với tài trị bệnh, cải cách Phật giáo, bỏ những nghi thức rườm rà, nhằm huy động nông dân chống lại phong kiến...Với chí lớn không chút bi quan yếm thế, ngay sau khi An Giang mất, ông đưa nghĩa dân và nghĩa quân qua phía Rạch Giá, tham gia cuộc khởi nghĩa Nguyễn Trung Trực, và ông trở thành nhân vật mà thực dân Pháp truy nã gắt gao, treo giải thưởng. Sau đó, ông rút lui về Láng Linh để khẩn hoang. Có thể nói, ông là người đầu tiên dám nghĩ đến việc canh tác ở vùng trũng phèn này. Từ năm 1871 đến đầu năm 1873, mật khu lần hồi thành hình...Nghĩa quân gồm quân sĩ cựu trào, thêm khá đông người yêu nước từ các tỉnh.
Khi đề cập cuộc khởi nghĩa Bảy Thưa, nhiều sử gia đều đánh giá cao, vì:
-Việc tổ chức khá khoa học, với công sự, kho lương thực; đặc biệt là đúc súng ống tại chỗ, tuy súng hãy còn thô sơ, kiểu "ống lói".
-Biết dùng hình thức tôn giáo để qui tụ quần chúng và che mắt thực dân.
-Thủ lĩnh (Trần Văn Thành) thấy rõ tương lai dân tộc ở hành động cụ thể là phải chống ngoại xâm, không thể ngồi khoanh tay chờ núi Cấm nứt ra "bất chiến tự nhiên thành". Thái độ của thủ lĩnh và nghĩa quân là "chiến đấu không thỏa hiệp".
Sau trận đánh, theo Sơn Nam, viên chủ tỉnh Pếch cũng đã nhận xét rằng: cai tổng Lý Mun và phủ Trần Bá Tường, từng tham gia đánh nhiều lần, nhưng trong trận này, quả là mất tinh thần. Quân Bảy Thưa gan lỳ khi bị bao vây, hứng chịu hỏa lực mạnh, chứng tỏ uy tín của Trần Văn Thành khá lớn. Pếch cũng thú nhận là không chiến thắng hoàn toàn vì phần lớn nghĩa quân rút lui an toàn. Cánh quân do chủ tỉnh Châu Đốc hẹn hợp đồng không đến kịp để chận nút .
Hiện nay, vào các ngày 20-21-22 tháng 2 (âm lịch) hàng năm, một số nơi trong tỉnh An Giang đều có tổ chức lễ trọng thể để "Kỷ niệm ngày Quản Cơ Thành hy sinh và cuộc khởi nghĩa Bảy Thưa".

## Sách tham khảo
- Nguyễn Văn Hầu, Đức Cố Quản hay cuộc khởi nghĩa Bảy thưa, Nhà xuất bản Tân Sanh, Sài Gòn, 1956.
- Nhiều người soạn, Địa chí An Giang (Tập I), UBND tỉnh An Giang tổ chức biên soạn và ấn hành, 2003.
- Sơn Nam, Lịch sử An Giang, Nhà xuất bản Tổng hợp An Giang, 1988.
- Phạm Văn Sơn,  Việt sử tân biên (Quyển 5, Tập Thượng). Tác giả tự xuất bản, Sài Gòn, 1962.
- Nhiều tác giả, Kỷ yếu Hội thảo cuộc khởi nghĩa Bảy Thưa và lễ hội văn hóa truyền thống huyện Châu Phú (trong bài gọi tắt là Kỷ yếu). Phòng Văn hóa Thông tin huyện Châu Phú (An Giang) xuất bản, 2010.
- Phan Văn Kiến, Lịch sử địa phương An Giang. Nhà xuất bản Giáo dục, 2009.